# Réactif limitant
Dans une réaction chimique, le réactif limitant ou réactif en défaut est le réactif qui est totalement transformé, qui disparaît complètement. Il est dit « limitant » car il est responsable de l'arrêt de la réaction. Les autres réactifs non consommés totalement en fin de réaction sont appelés réactifs en excès.
Le réactif limitant doit être identifié afin de calculer le rendement réactionnel, étant donné que le rendement théorique est défini comme la quantité de produit obtenu lorsque le réactif limitant réagit complètement.

## Exemple
Soit la réaction : 2A + 3B → C.
Selon l’équation, 2,0 moles de A réagissent avec 3,0 moles de B de sorte que la proportion stœchiométrique sera 1,5 mole B par mole A.
Si la quantité de B en présence au début est inférieure à 1,5 mole de B par mole de A, alors B sera le réactif limitant. Supposons par exemple qu’il y a 4,0 moles de A, qui peuvent réagir avec 6,0 moles de B selon l’équation citée. Mais si les 4,0 moles de A sont mélangées avec 5,0 seules moles de B, les 5,0 moles de B seront consommées par réaction avec 3,3 moles de A. Le réactif limitant est alors B qui est consommé, et il restera 0,7 mole de A en excès (et ceci bien que la quantité initiale de B soit supérieure à celle de A).
Si par contre la quantité initiale de B est supérieure à 1,5 mole de B par mole de A, ce sera A le réactif limitant. Par exemple, si 4,0 moles de A sont mélangées avec 7,0 moles de B, A sera le réactif limitant qui réagira avec 6,0 moles de B, en laissant 1,0 mole de B en excès. 
Enfin, si 4,0 moles de A sont mélangées avec 6,0 moles de B, les deux réactifs sont en proportion stœchiométrique. Ils seront alors consommés au même moment et ni l’un ni l’autre ne sera en excès.